# Mitko Baczew
Mitko Baczew, bułg. Митко Бачев (ur. 25 stycznia 1960) – bułgarski saneczkarz, uczestnik Zimowych Igrzysk Olimpijskich 1988.
W 1988 roku wystartował na igrzyskach w Calgary, podczas których wziął udział w rywalizacji mężczyzn w saneczkarskich dwójkach. Wspólnie z Krasimirem Kamenowem zajął ostatnie, 18. miejsce, ze stratą 8,637 do złotych medalistów – reprezentantów Niemieckiej Republiki Demokratycznej. Bułgarska dwójka w pierwszym przejeździe była osiemnasta, a w drugim szesnasta przed drugimi zespołami Stanów Zjednoczonych i Kanady.
Występ Krasimira Kamenowa i Mitko Baczewa w dwójkach oraz Simonety Raczewej w kobiecych jedynkach był debiutem Bułgarów w rywalizacji olimpijskiej w saneczkarstwie.

## Igrzyska olimpijskie
| Miejsce | Data           | Miejscowość | Konkurencja | Skład zespołu                          | Przejazd 1 | Przejazd 1 | Przejazd 2 | Przejazd 2 | Łącznie | Strata | Zwycięzcy                           |
| Miejsce | Data           | Miejscowość | Konkurencja | Skład zespołu                          | czas       | miejsce    | czas       | miejsce    | Łącznie | Strata | Zwycięzcy                           |
| ------- | -------------- | ----------- | ----------- | -------------------------------------- | ---------- | ---------- | ---------- | ---------- | ------- | ------ | ----------------------------------- |
| 18.     | 19 lutego 1988 | Calgary     | dwójki      | Bułgaria Krasimir Kamenow Mitko Baczew | 51,957     | 18.        | 48,620     | 16.        | 4:29,10 | 8,637  | NRD I Jörg Hoffmann Jochen Pietzsch |